# St. Ivan Rilski Col
St. Ivan Rilski Col är en bergstopp i Antarktis. Den ligger i Sydshetlandsöarna. Argentina, Chile och Storbritannien gör anspråk på området. Toppen på St. Ivan Rilski Col är 969 meter över havet.
Terrängen runt St. Ivan Rilski Col är varierad. Havet är nära St. Ivan Rilski Col åt sydost. Trakten är glest befolkad. Närmaste befolkade plats är St. Kliment Ohridski Base, 13,4 kilometer väster om St. Ivan Rilski Col. 